# Orthomus socotranus
Orthomus socotranus es una especie de coleóptero adéfago perteneciente a la familia Carabidae.

## Distribución geográfica
Habita en la isla de Socotra.